# Santa María, Juárez Hidalgo
Santa María är en ort i Mexiko.   Den ligger i kommunen Juárez Hidalgo och delstaten Hidalgo, i den sydöstra delen av landet, 160 km norr om huvudstaden Mexico City. Santa María ligger 1 824 meter över havet och antalet invånare är 895.
Terrängen runt Santa María är bergig norrut, men söderut är den kuperad. Runt Santa María är det glesbefolkat, med 17 invånare per kvadratkilometer. Närmaste större samhälle är Lototla, 16,4 km öster om Santa María. I omgivningarna runt Santa María växer huvudsakligen savannskog.